# مول أوف آسيا أرينا
مول أوف آسيا أرينا (بالإنجليزية: Mall of Asia Arena)‏ هي صالة مغلقة تقع في باساي، الفلبين، تتسع لـ 18,000 متفرج.

## التاريخ
تم وضع حجر الأساس لها في 2010. افتتحت في يونيو 16, 2012.

## أحداث

### حفلات موسيقية
استضافة حفلات موسيقية لمشاهير مثل:
- ليدي غاغا
- ماريا كاري
- ريانا
- جينيفر لوبيز
- نيكي ميناج
- أليشيا كيز
- برونو مارس
- إيرسميث
- بارامور
- بيغ بانغ
- جوناس برذرز
- تايلور لوتنر
- زاك إيفرون
- سوبر جونيور
- 2 إن إي1 [1]

### أحداث رياضية
- بطولة أمم آسيا لكرة السلة 2013